# Holaspulus
Holaspulus  es un género de ácaros perteneciente a la familia Parholaspididae.

## Especies
Holaspulus Berlese, 1904
- Holaspulus aculeatus Karg, 1994
- Holaspulus apoensis Ishikawa, 1993
- Holaspulus confusus Halliday, 1995
- Holaspulus epistomatus Ishikawa, 1993
- Holaspulus formosanus Tseng, 1993
- Holaspulus ishigakiensis Ishikawa, 1994
- Holaspulus luzonicus Ishikawa, 1993
- Holaspulus montanus Ishikawa, 1995
- Holaspulus omogoensis Ishikawa, 1995
- Holaspulus orientalis Tseng, 1993
- Holaspulus palawanensis Ishikawa, 1993
- Holaspulus primitivus Ishikawa, 1993
- Holaspulus reticulatus Ishikawa, 1994
- Holaspulus sclerus Ishikawa, 1993
- Holaspulus serratus Ishikawa, 1979
- Holaspulus silvestris Ishikawa, 1993
- Holaspulus subtropicus Tseng, 1993
- Holaspulus tenuipes Berlese, 1904